# Monumento a Nicolau I
O Monumento a Nicolau I (em russo:  Памятник Николаю I) é um monumento equestre de bronze representando Nicolau I, localizado na Praça de São Isaac (em frente à Catedral de Santo Isaac) em São Petersburgo, na Rússia. Criado pelo escultor francês Auguste de Montferrand e apresentado em 7 de julho de 1859, a estátua de seis metros foi considerada uma maravilha técnica na época de sua criação. É uma das poucas estátuas de bronze com apenas dois pontos de apoio (os cascos traseiros do cavalo).
A pedido pessoal de seu sucessor, Alexandre II, Nicolau foi representado como um cavaleiro de salto, "com a roupa militar que fazia o falecido czar parecer mais majestoso". Em torno da base estão figuras alegóricas da Justiça, Força, Sabedoria e Crença, moldadas a semelhança com a imperatriz consorte de Nicolau I, Alexandra Feodorovna e suas filhas: grã-duquesas Alexandra, Maria e Olga.
A qualidade técnica do monumento foi citada como razão pela qual esta estátua - a única de um conjunto de esculturas ao ar livre representando a realeza russa do século XIX - sobreviveu ao período soviético praticamente intacta. Entretanto, uma vedação de bronze ao redor do monumento, instalada pela primeira vez em 1860, foi desmontada em 1940. Durante a Segunda Guerra Mundial, o monumento foi coberto por tábuas e sacos de areia para sua proteção.